# Międzynarodowa Unia Radioamatorska
International Amateur Radio Union (IARU) – organizacja międzynarodowa ruchu krótkofalarskiego, założona w 1925 roku w Paryżu. Do 1992 roku Międzynarodowy Związek Krótkofalowców, obecnie Międzynarodowa Unia Radioamatorska. X Kongres  IARU I regionu z przedstawicielami 27 krajów odbył w kwietniu 1975 r. w salach Pałacu Kultury i Nauki w Warszawie. Był to Kongres Jubileuszowy odbywający się w 50. rocznicę powstania IARU i 25 rocznicę powstania Regionu 1 IARU, w kongresie wzięli udział: Sekretarz Generalny International Telecommunication Union, Przewodniczący HQ IARU, Minister Łączności PRL, przedstawiciele Regionu 2 i 3 IARU, Prezes Polskiego Związku Krótkofalowców Leon Kołatkowski.

Przedstawicielstwa IARU działają niezależnie w poszczególnych regionach, na które podzielony jest świat. W regionach tych obowiązują odrębne przepisy i różny podział częstotliwości.
- IARU Region 1 – Europa, Afryka, Bliski Wschód i północna Azja;
- IARU Region 2 – obydwie Ameryki;
- IARU Region 3 – Azja i kraje leżące na Pacyfiku;